# NIPRNet
非保密互联网协议路由网络（缩写NIPRNet）是一个交换非保密信息的专用IP网络，包含围绕私网用户但受分发控制的信息。NIPRNet也为用户提供互联网接入。
NIPRNet创建于1980年代，由美国国防部拥有的网际协议路由器组成，并由国防信息系统局（DISA）管理，旨在取代早期的MILNET。
在过去几十年来，NIPRNet的增长速度超过了美国国防部的监控能力。美国国防部在2010年花费1000万美元来绘制NIPRNet的现状，以分析其扩张和识别未经授权的用户，他们被怀疑已悄然加入此网络。NIPRNet调查采用Lumeta公司开发的IPSonar软件，这也会寻找网络配置所造成的安全漏洞。美国国防部在过去几年间付出巨大努力来加强网络安全。五角大楼宣布在2012年预算中使用23亿美元加强国防部的网络安全，并加强与国土安全部方面的联络。
SIPRNet和NIPRNet在俗语上分别被称为sipper-net和nipper-net（或简称sipper和nipper）。